# Pieris cheiranthi
Pieris cheiranthi са вид насекоми от семейство Белянки (Pieridae).
Пеперудите се срещат от март до октомври, а ларвите им се хранят с растения, като Tropaeolum majus и Crambe strigosa.

## Разпространение
Видът се среща само на част от Канарските острови. Обитават главно гористи местности, като са смятани за застрашен вид, поради ограничения си ареал и изчезването на естествените им местообитания.